# Spinnin' Records
«Spinnin' Records» — нідерландський незалежний музичний лейбл  електронної музики, заснований у 1999 році Елком ван Коотеном та Роджером де Граафом.
У вересні 2017 року лейбл був придбаний Warner Music Group за 100 млн доларів. Після цього ван Коотен залишив компанію, а де Грааф став її виконавчим директором.

## Заснування
Ван Коотен — син колишнього голландського радіо ді-джея та бізнесмена Віллема фан Коотена, з яким спочатку працював у його видавничому бізнесі. Разом з де Граафом вони заснували Spinnin' Records у 1999 році. На початку своєї кар'єри вони сконцентрувались тільки на видавництві вінілів для музикантів. Крім цього, Spinnin' Records має близько 40 під-лейблів, більшість з яких прив'язані до конкретних артистів. Лейбл надає послуги з A&R (відділення лейблу, яке відповідальне за пошук нових облич), менеджменту, видавництва та маркетингу для артистів, яких мають на контракті.

## Під-лейбли
- AFTR:HRS (керований Tiësto)
- Cartel (керований Kryder і Tom Staar)
- Congo Records
- Dharma Worldwide (керований KSHMR)
- DOORN Records (керований Сандер ван Дорн)
- Heldeep Records (керований Олівер Хелденс)
- HEXAGON (керований Don Diablo)
- Made In NL
- Maxximize Records (керований Blasterjaxx)
- Musical Freedom (керований Tiësto)
- Potion (керований The Magician)
- SOURCE Recordings
- Spinnin' Copyright Free Music
- Spinnin' Deep
- Spinnin' Premium (заснований в жовтні 2015 року)[7]
- Spinnin' Remixes
- Spinnin' Stripped
- Spinnin' Talent Pool
- SPRS[8]
- Storm Records
- Trap City[9]

## Артисти

### Теперішні
- A-Trak
- Alok
- Alvaro
- Арманд Ван Гельден
- Audio Bullys
- Bassjackers
- Blasterjaxx
- Боб Сінклер
- Бурак Єтер
- Леон Болір
- Breathe Carolina
- BURNS
- Calvin Harris
- CamelPhat
- Carnage
- Cheat Codes
- Chocolate Puma
- Chuckie
- CMC$[10]
- D.O.D
- Daddy's Groove
- DallasK
- Dannic
- Danny Howard
- DBSTF
- Deniz Koyu
- Don Diablo
- Dragonette
- Dropgun
- DubVision
- DVBBS
- Dzeko
- EDX
- Eelke Kleijn
- Ephwurd
- Far East Movement
- Firebeatz
- Florian Picasso
- Fox Stevenson
- FTampa
- Gregor Salto
- Headhunterz
- Hyolyn[11]
- Hook N Sling
- Jauz[12]
- Jay Hardway
- Jewelz & Sparks
- Joe Stone
- Joey Dale
- Kenneth G
- Kris Kross Amsterdam
- Kryder
- KSHMR
- KURA
- Lucas & Steve
- MAKJ
- Martin Solveig
- Matisse & Sadko
- Merk & Kremont[13]
- Mesto
- Michael Calfan
- Mightyfools
- Mike Mago
- Moguai
- MOTi
- NERVO
- NEW_ID
- Norman Doray
- Oliver Heldens
- Pep & Rash
- Promise Land
- Quintino
- R3hab
- Ralvero
- Raven & Kreyn
- Sam Feldt
- Sander van Doorn
- Shaun Frank
- Shermanology
- Sunnery James & Ryan Marciano
- Swanky Tunes
- The Magician
- The Partysquad
- Tiësto
- Timmy Trumpet
- TJR
- Tom Staar
- Tom Swoon
- Tony Junior
- Tujamo
- TWOLOUD
- Ummet Ozcan
- Univz
- Vassy
- Vato Gonzalez
- Vintage Culture
- Vicetone
- VINAI
- Watermät
- We Are Loud
- Will Sparks
- Wiwek
- Yves V
- Zaeden[14]
- Zonderling
- Софі Френсіс

### Колишні
- 4 Strings
- Adventure Club
- Afrojack
- Alesso
- Amba Shepherd
- Angger Dimas
- Arno Cost
- Arty
- Audien
- Avicii
- Axwell
- Basto
- Bingo Players
- Borgeous
- Borgore
- Candyland
- Cash Cash
- Cédric Gervais
- Christian Rich
- Claudia Cazacu
- Coone
- D-Wayne
- Dada Life
- Danny Ávila
- Darude
- DCUP
- Deorro
- Digitalism
- Dimitri Vegas & Like Mike
- Dirty South
- DJ Snake
- Dr. Kucho!
- Duke Dumont
- Dyro
- Edward Maya
- Eric Prydz
- Eva Simons
- Fatboy Slim
- Fedde le Grand
- Felguk
- Felix Jaehn
- Ferry Corsten
- Futuristic Polar Bears
- GLOWINTHEDARK
- GTA
- Hard Rock Sofa
- Hardwell
- Ian Carey
- INNA
- Inpetto
- Ivan Gough
- Joe Ghost
- John Christian
- John Dahlbäck
- Judge Jules
- Justin Prime
- Kaskade
- Klingande
- Kurd Maverick
- Laidback Luke
- Lazy Rich
- Lost Frequencies
- Mako
- Marc Benjamin
- Marco V
- Маркус Шоссоу
- Mark Sixma
- MaRLo
- Martin Garrix[15]
- Mat Zo
- Max Vangeli
- Michael Brun
- Michael Woods
- Mike Hawkins[16][17][16]
- Mitchell Niemeyer
- Moby
- Nadia Ali
- New World Sound
- Нікі Ромеро
- Noisecontrollers
- Odesza
- Olav Basoski
- Ookay
- Para One
- Paris & Simo
- Parra for Cuva
- Peter Gelderblom
- Phil Speiser
- Porter Robinson
- Project 46
- Ray & Anita
- Richard Beynon
- Ron Carroll
- Ron van den Beuken
- Rune RK
- San Holo
- Sander Kleinenberg
- Sandro Silva
- Sean Tyas
- Showtek
- Sick Individuals
- Sied van Riel
- Sidney Samson
- Sigma
- Simon Patterson
- Stadiumx
- Starkillers
- Stefano Noferini
- Steve Angello
- Steve Aoki
- Sultan + Shepard
- Tara McDonald
- Tchami
- Thomas Gold
- Thomas Newson
- Tommy Trash
- Tritonal
- UMEK
- W&W
- Wolfpack
- Yellow Claw
- Yolanda Be Cool
- Yves Larock
- Zak Waters
- Zedd
- Zeds Dead
- Zhu